# Skála
Skála [ˈskɔala] és una població de l'illa d'Eysturoy, a les illes Fèroe. Forma part del municipi de Runavík. L'1 de gener del 2021 tenia 739 habitants. Des del 2011 Skála és l'únic nom oficial del poble, després que s'acceptés apartar definitivament la forma incorrecta Skáli.
Skála surt esmentat per primer cop al document Hundabrævið, un text legal del segle XIV que pretenia regular la tinença de gossos a l'arxipèlag. Tanmateix l'origen el poble sigui més antic. Skala va formar un municipi independent des del 1952. Aquest municipi, que comprenia també al poble de Skálabotnur, va ser el fruit d'una segregació del municipi de Sjógv. El 2005 va desaparèixer el municipi de Skála quan els dos pobles es van integrar al terme de Runavík. El municipi s'estenia sobre una àrea de 24 km² i al moment de la seva desaparició tenia 714 habitants. L'església del poble es va obrir al públic el 1940.
El poble de Skála està ubicat a la riba occidental del Skálafjørður, el fiord més llarg de les Illes Fèroe, i enfront dels pobles de Søldarfjørður i Skipanes. Les drassanes de Skála, administrades pel port de Runavík, són les més grans de les Illes Fèroe, i és el lloc on s'hi reparen i construeixen bona part de la flota feroesa.
Skali compta amb una zona esportiva i un camp de futbol amb capacitat per a 1200 espectadors. Hi ha dos clubs esportius al poble: el Skála Róðrarfelag (rem) i el Skála Ítróttarfelag (futbol), el qual juga a la primera divisió feroesa (2019). L'últim cap de setmana del mes de maig s'hi celebra des dels anys 1970 un festival que inclou competicions esportives. Hi ha un lloc d'acampada molt freqüentat durant l'estiu.